# Schauprozess
Als Schauprozesse werden im Allgemeinen öffentliche Gerichtsverfahren bezeichnet, bei denen die Verurteilung des Beklagten bereits im Voraus feststeht. Der Prozess wird somit nur zur Wahrung des Anscheins einer gewissen Rechtsstaatlichkeit oder auch aus politischen Gründen durchgeführt, zu denen propagandistische Zwecke oder die öffentliche Herabwürdigung und Demütigung eines Angeklagten gehören können. Schauprozesse werden unter anderem als Mittel zur Verfolgung politischer Gegner oder anderer unerwünschter Personen eingesetzt und sind ein Merkmal undemokratischer Regierungsformen. Ein verwandtes Phänomen ist der Geheimprozess.

## Definition
Schauprozesse werden besonders häufig in diktatorischen Systemen verwendet, um missliebige Personen auszuschalten. Sie finden dann oft unter Missachtung aller rechtsstaatlichen Prinzipien statt und dienen der Eliminierung, Entwürdigung und Zurschaustellung der Beklagten in der Öffentlichkeit. Daher werden sie oft als große Medienspektakel inszeniert und dienen der Abschreckung und Disziplinierung Andersdenkender.
Im Wesen dieser Prozesse liegt die Aufbauschung vermeintlicher oder unwesentlicher Vergehen zu staats- oder gesellschaftszersetzenden Verbrechen. So wird zum Beispiel Kritik an der gegenwärtigen Regierung zu Hochverrat, Spionage oder ähnlichem hochstilisiert. Die andere Variante ist die Erfindung irgendwelcher Delikte, die die Angeklagten begangen haben sollen.
Die Angeklagten haben praktisch keine Möglichkeit der Verteidigung und die Geständnisse werden meist im Prozessvorfeld erpresst oder unter Folter abgegeben. Die Urteile stehen in den meisten Fällen schon vorher fest. Die Anklage wird in polemischer Form vorgetragen und das Urteil ist unverhältnismäßig hart.

## Berühmte Beispiele
Die bekanntesten historischen Schauprozesse sind:
- Der Ingelheimer Prozess[1] von 788 gegen Herzog Tassilo III. von Baiern, den der Frankenkönig Karl der Große dazu nutzte, um die vollumfängliche Einverleibung des bis dato noch relativ unabhängigen Stammesherzogtums Baiern ins Frankenreich politisch zu rechtfertigen.[2]
- Der Schachty-Prozess in Moskau von 1928 war der erste politische Schauprozess in der Sowjetunion nach 1922 und richtete sich gegen nichtkommunistische Fachleute. Er stand in Zusammenhang mit dem Übergang zur forcierten Industrialisierung.
- Der „Rote Marine-Prozess“ oder „Adlerhotelprozess“ war ein 1934 vor dem Sondergericht Hamburg geführter Prozess gegen 53 des Terrorismus Angeklagte, darunter der sowjetische Geheimagent Jan Valtin. Der Prozess endete mit neun Todesurteilen, sieben lebenslangen Zuchthausstrafen und weiteren insgesamt 350 Jahren Zuchthaus[3]. Er gilt als nationalsozialistischer Vorläufer der Moskauer Prozesse.[4] Der Prozess wurde 1941 von Jan Valtin in seinem US-Bestseller „Out of the Night“ verarbeitet. Das Buch wurde in zahlreiche Sprachen übersetzt, Deutsch als „Tagebuch der Hölle“. (Vgl. auch Das Beil von Wandsbek)
- Die Moskauer Prozesse 1936–1938 gegen die politischen Gegner Stalins während des Großen Terrors in der Sowjetunion der 1930er-Jahre sind ein typisches Beispiel für Schauprozesse. Dabei wurden fast alle vorherigen Kampfgenossen, insbesondere die Verbündeten Lenins, große Teile der Parteiprominenz sowie meist ohne Prozess ca. zwei Millionen Menschen entweder hingerichtet oder in den Straflagern des Gulag zugrunde gerichtet.
- In Italien ließ der Diktator Benito Mussolini im Prozess von Verona (8. bis 10. Januar 1944) fünf prominente Parteigenossen, darunter seinen eigenen Schwiegersohn Galeazzo Ciano, zum Tode verurteilen und dies sofort durch Erschießung vollstrecken (11. Januar 1944), weil sie zuvor in einer Sitzung des Großen Faschistischen Rates am 24./25. Juli 1943 in Rom mit großer Mehrheit (19:8) seine Absetzung und die Übergabe der Macht an den König erzwungen hatten. (Durch Intervention der Deutschen war Mussolini nach einem Vierteljahr in Norditalien wieder an die Macht gekommen und hatte einen Teil der „aufsässigen“ Mitglieder des ehemaligen Faschistischen Großrats in seine Gewalt gebracht.)
- Die Verfahren gegen die Hitler-Attentäter und Verschwörer des 20. Juli 1944. Sie fanden vor dem Volksgerichtshof unter dessen Präsidenten Roland Freisler statt. Die Prozesse wurden für Hitler und die Wochenschau heimlich mit versteckter Kamera gefilmt, kamen jedoch nicht in die Kinos, weil der unter wütendem Geschrei Freislers geführte Prozess von der NS-Propaganda als nicht öffentlichkeitstauglich empfunden wurde. Ohnehin war die Aufzeichnung der Stimme Freislers durch sein extremes Gebrüll stark verzerrt und daher nur schwer verständlich.[5]
- Nach dem Vorbild der Moskauer Schauprozesse ließ Stalin später ähnliche Prozesse in den Satellitenstaaten inszenieren. Diese Prozesse dienten vor allem als Kampf- und Propagandainstrument in der Auseinandersetzung mit Tito, aber auch zur allgemeinen Disziplinierung, vor allem in der Außenpolitik. Die Angeklagten wurden meist des Hochverrats und der Spionage im Dienste Jugoslawiens bzw. der USA beschuldigt. Auch diese Prozesse endeten teilweise mit Todesurteilen oder langjährigen Zuchthausstrafen. Diese Prozesse fanden gerade auf dem Höhepunkt des Kalten Krieges Ende der 1940er und in den 1950er Jahren statt, zum Beispiel: in Ungarn (József Mindszenty, László Rajk), in der Tschechoslowakei (Slánský-Prozess) und in Bulgarien (Trajtscho Kostow). Ähnlich drakonische Strafen wurden in den Schau- und Geheimprozessen der DDR verhängt, so zum Beispiel im Schauprozess gegen den Außenminister Georg Dertinger, den Waldheimer Prozessen oder dem Solvay-Prozess.
- Das einstündige Schnellverfahren gegen das Diktatorenehepaar Nicolae und Elena Ceaușescu am 25. Dezember 1989, bei dem beide zum Tode verurteilt wurden, wird auch als Schauprozess bezeichnet. Das Todesurteil wurde noch am selben Tag vollstreckt.[6]
- In der Volksrepublik China finden bis heute noch solche Prozesse statt, meist gegen Schmuggler, Drogenhändler und andere Kleinkriminelle, aber auch gegen Schwerverbrecher, um der Bevölkerung zu demonstrieren, dass die Staatsführung im Land für „öffentliche Ordnung“ sorge. In diesen Prozessen wurden dann gleich mehrere Angeklagte im Schnellverfahren wegen verhältnismäßig kleiner Vergehen oder sogar, obwohl die Schuldfrage strittig war, zum Tode oder zu langen Haftstrafen verurteilt.